# کاترینا مالیوا
کاترینا مالیوا (بلغاری: Катерина Малеева؛ زاده ۷ مهٔ ۱۹۶۹) یک تنیس‌باز ارمنی‌تبار اهل بلغارستان است. وی دختر یولیا بربریان-مالیوا تنیس‌باز بازنشسته اهل بلغارستان است.